# Moses Ali

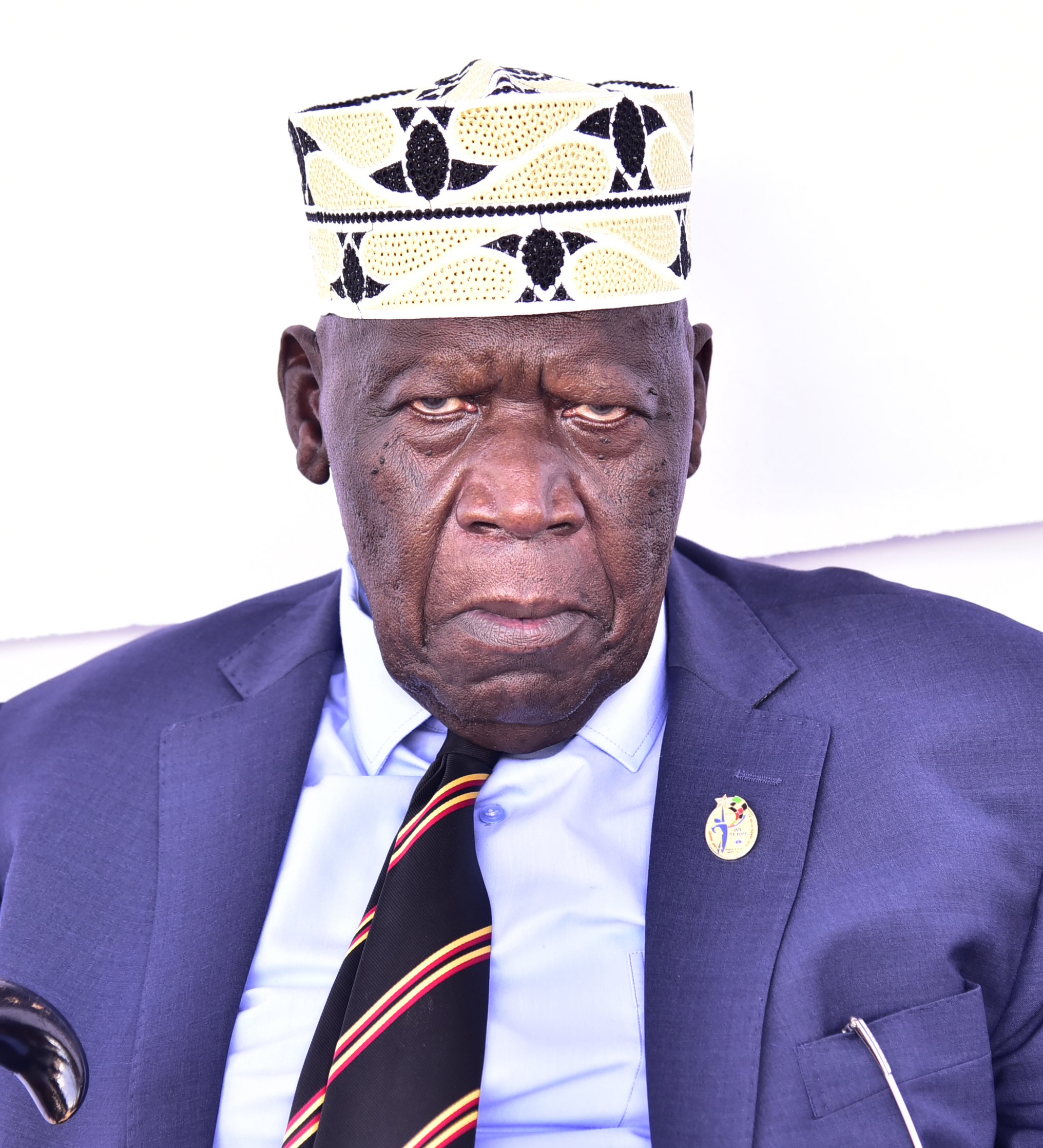
Moses Ali, 2021

Moses Ali (* 5. April 1939 in Meliaderi, Distrikt Adjumani) ist ein ugandischer Politiker. Er ist aktuell Minister für Katastrophenprävention und Flüchtlinge sowie zweiter stellvertretender Premierminister unter der Regierung von Yoweri Museveni.
Nach seinem Abschluss an der Old Kampala Senior Secondary School begann Ali eine Militärausbildung. 1969 wurde er zum Major ernannt und wurde Kommandant der ugandischen Fallschirmspringerschule. Ab 1972 studierte er am Staff College Camberley in Großbritannien Militärwissenschaft.
1973 wurde Ali unter der Regierung Idi Amins zum Minister für die Provinzverwaltung ernannt und 1974 zum Brigadegeneral befördert. 1981, während der Regierungszeit von Milton Obote, war Ali Führer der Uganda National Rescue Front, die sich in der West Nile Province bildete und gegen Obote gerichtet war.
Unter Museveni wurde Ali ab Juli 1986 Minister für Tourismus, Wildleben und Altertümer und anschließend Minister für Jugend, Kultur und Sport. Im April 1990 wurde er wegen Landesverrats festgenommen, da er illegal Waffen und Munition besessen und Kämpfer im Ausland ausgebildet haben soll. Er blieb insgesamt 26 Monate in Haft, bis er 1992 freigesprochen wurde.

## Weblink
- Biografie (englisch)

| Personendaten    | Personendaten         |
| ---------------- | --------------------- |
| NAME             | Ali, Moses            |
| KURZBESCHREIBUNG | ugandischer Politiker |
| GEBURTSDATUM     | 5. April 1939         |
| GEBURTSORT       | Meliaderi             |